# Spilosoma hyporhoda
Spilosoma hyporhoda är en fjärilsart som beskrevs av Butler 1882. Spilosoma hyporhoda ingår i släktet Spilosoma och familjen björnspinnare. Inga underarter finns listade i Catalogue of Life.